# Spongiosperma oleifolium
Spongiosperma oleifolium là một loài thực vật có hoa trong họ La bố ma. Loài này được (Monach.) Zarucchi miêu tả khoa học đầu tiên năm 1987.